# Matamala (Mont-rebei)
Matamala és un indret del terme de Sant Esteve de la Sarga, al Pallars Jussà, en el territori de l'antic poble de Mont-rebei.
Està situat a l'extrem sud-oest del terme, a prop i al sud-est del Congost de Mont-rebei. Està delimitada a ponent per la Paret de Catalunya i a llevant pel barranc de Matamala.